# Sarcophaga lothianensis
Sarcophaga lothianensis är en tvåvingeart som först beskrevs av G.P. Sinha och Nandi 2002.  Sarcophaga lothianensis ingår i släktet Sarcophaga och familjen köttflugor. Inga underarter finns listade i Catalogue of Life.